# Bokuba
Bokuba (ou Bokuka) est un village du Cameroun situé dans la commune de Toko, l'une des 9 communes du département du Ndian de la Région du Sud-Ouest.

## Géographie
Le village se situe à 1 532 m d'altitude.

## Population
Le village comptait 64 habitants en 1953, 90 en 1968-1969 et 71 en 1972, principalement des Ngolo.
Lors du recensement de 2005, on y a dénombré 90 personnes.